# 家用电器

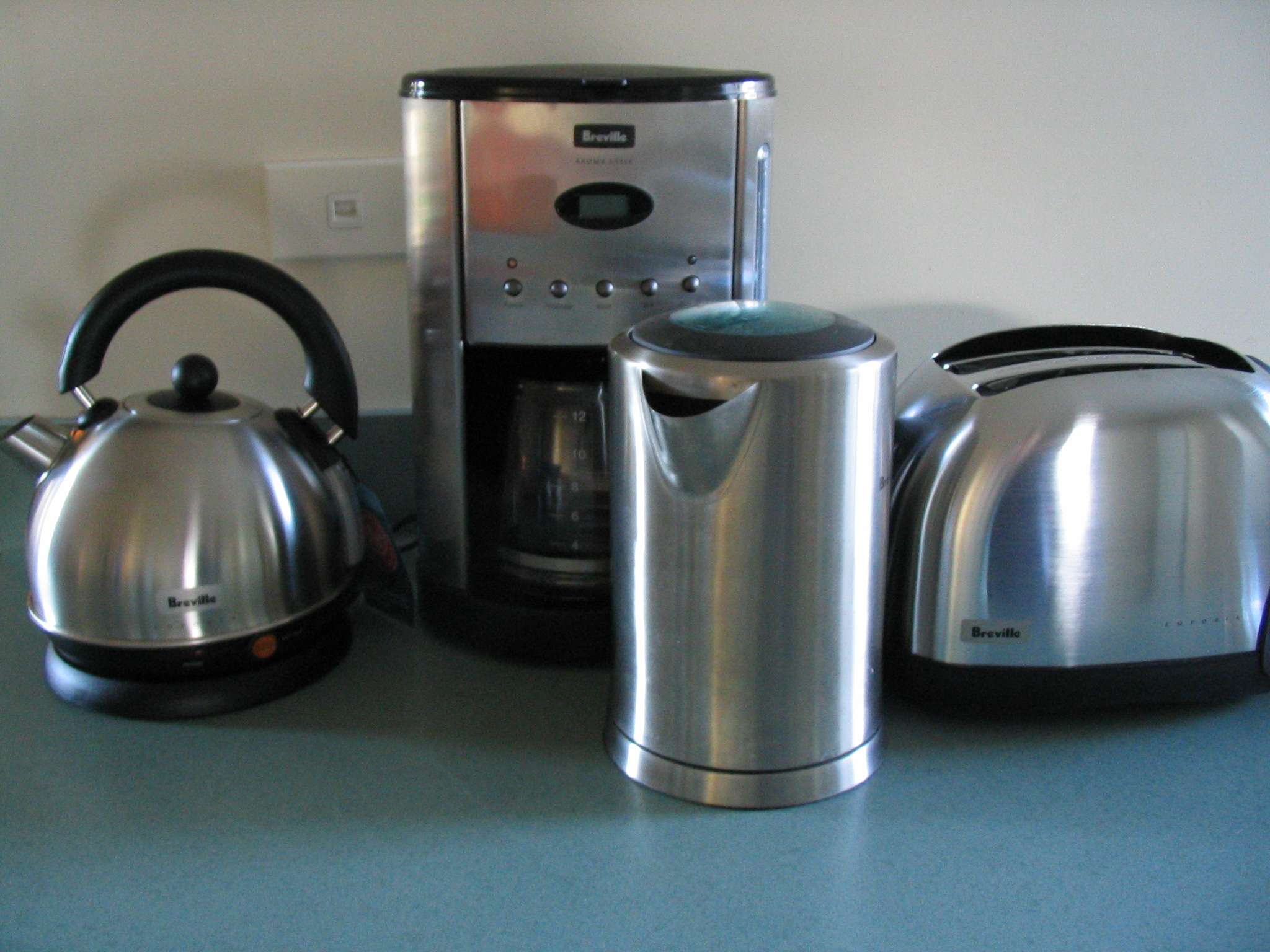
廚房的小家電

家用電器，简称家电，是用电能来进行驱动（或以機械化動作）的家庭电器用具，可幫助執行家庭雜務，如炊食、食物保存或清潔。基本上，家用电器分為大型家電（白色家电、黑色家电）和小家电。

## 分類

### 大型家電
大型家電與小家電相比體積較為寬大，不易運送且較常固定擺放在一個位置，此外也可能因其耗電量較大而需要有特殊的裝置或插頭來供應電力。
大型家電又可分為「白色家電」和「黑色家電」。白色家电是用来满足和提升基本生活功能（影音视听除外）的大型家电、如大型、大型冰箱、洗衣机、大型电炉、微波炉、水波爐、大型电磁炉和大型电热水器等。黑色家电則是用来提供影音视听娱乐功能，如电视机、影碟机（VCD、DVD播放机）、家用遊戲機、家庭音响和家用電話、跑步機等。

大型空调
大型冰箱
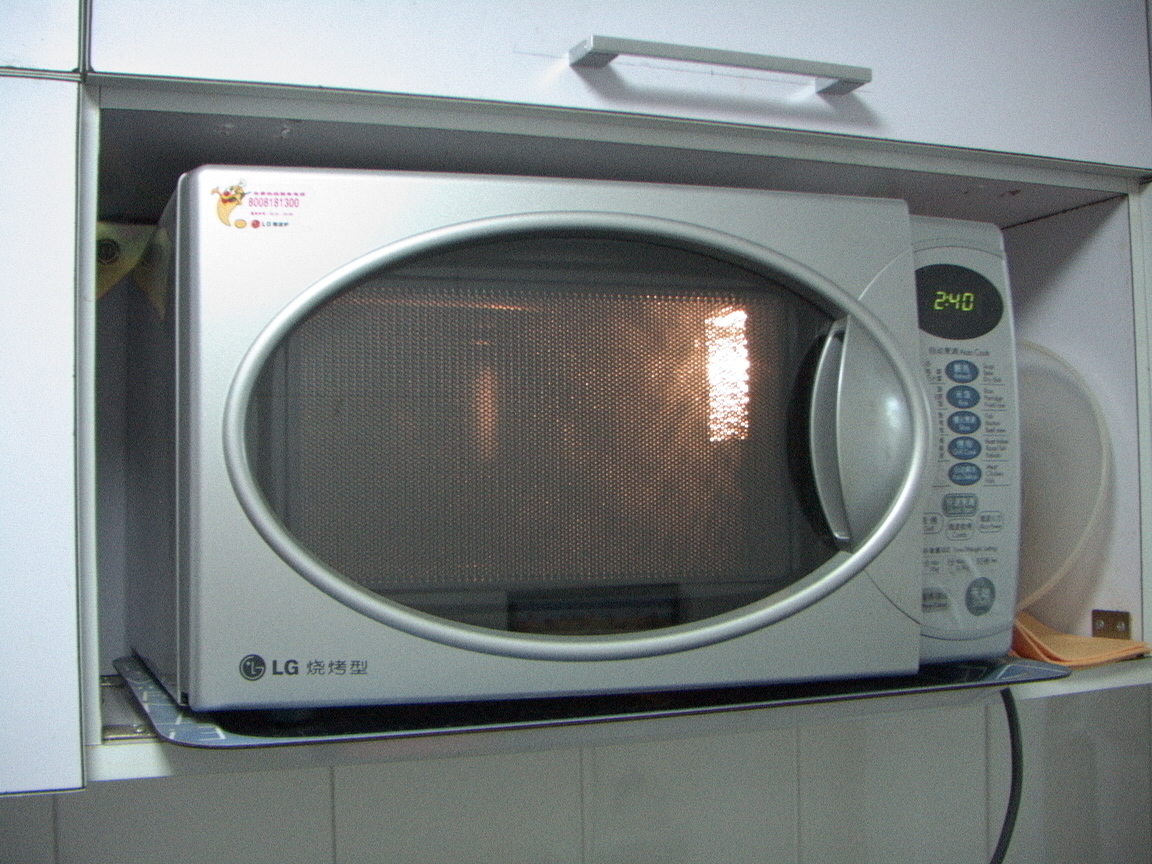
微波炉
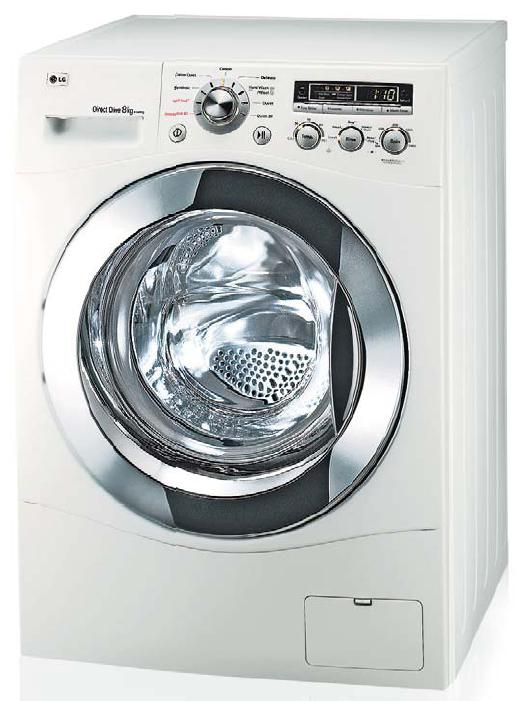
洗衣機
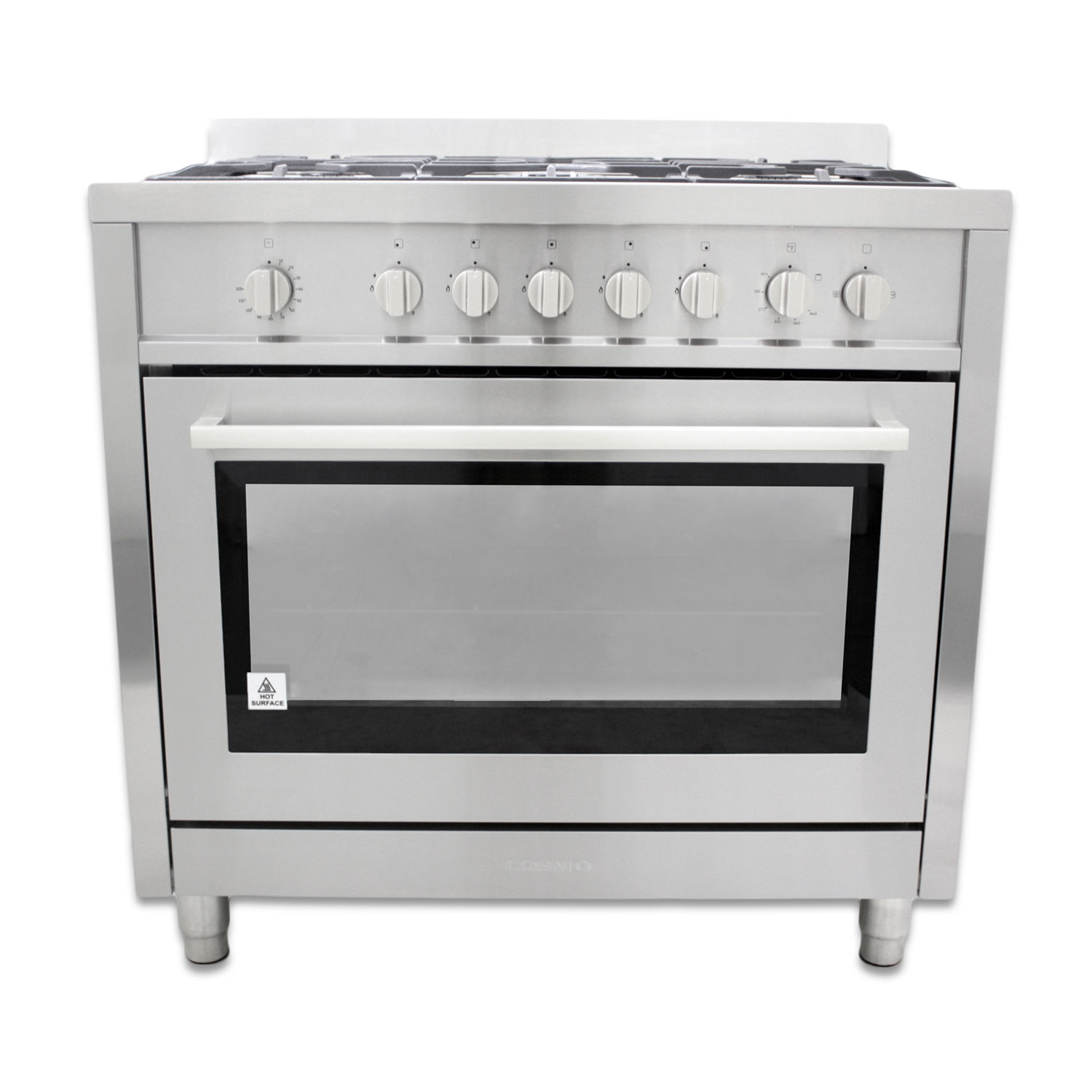
大型电炉
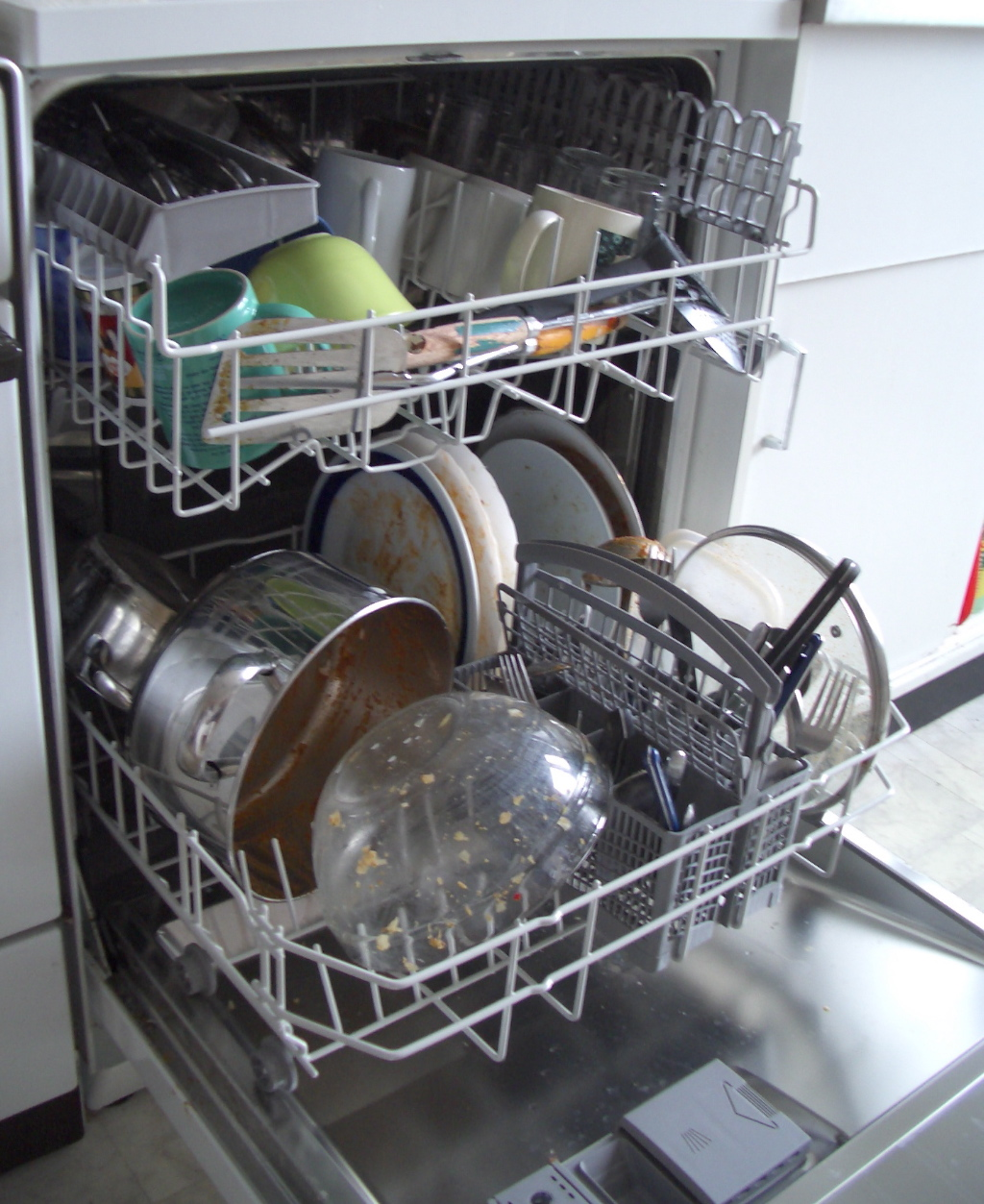
洗碗機
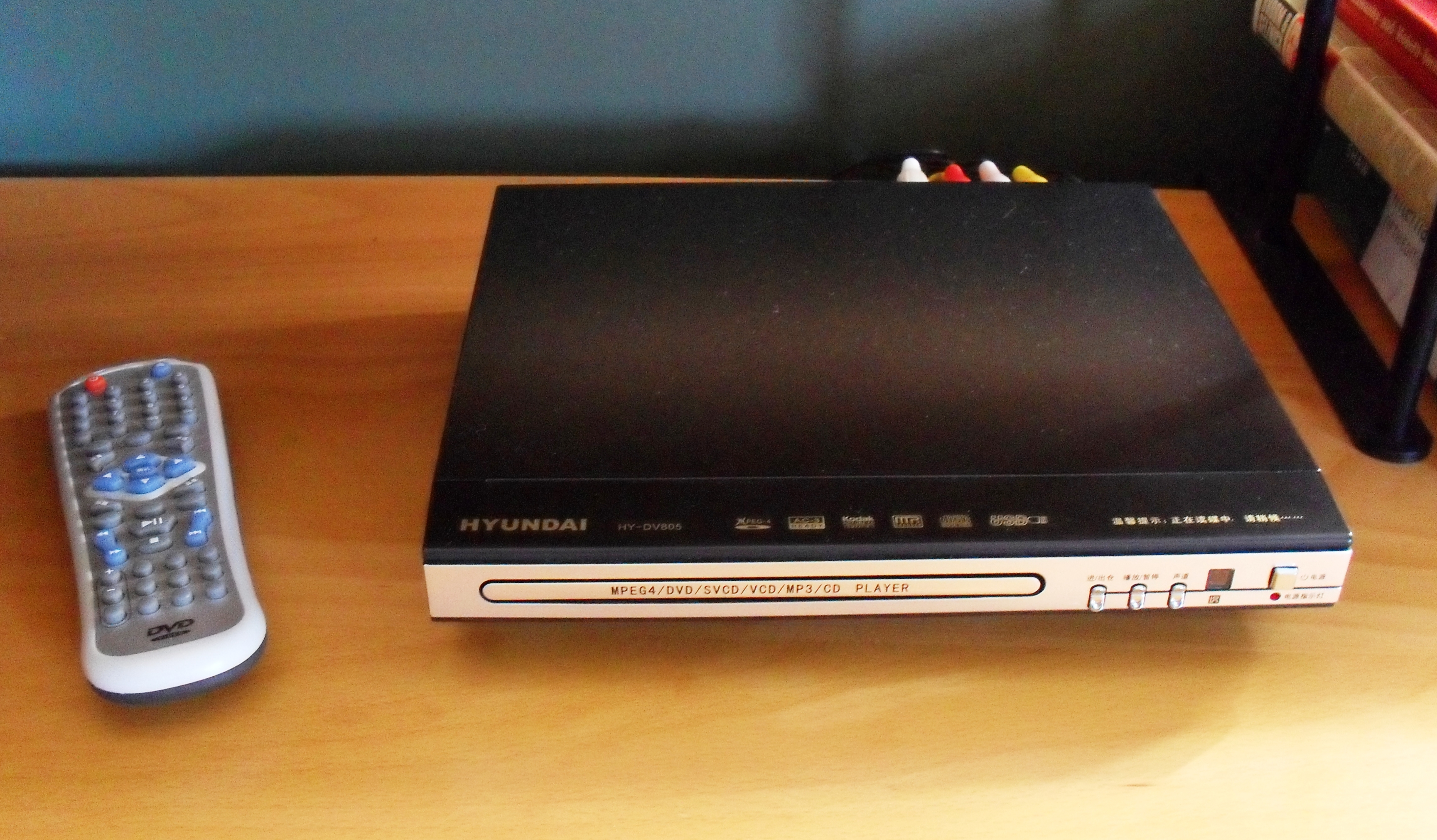
DVD播放机
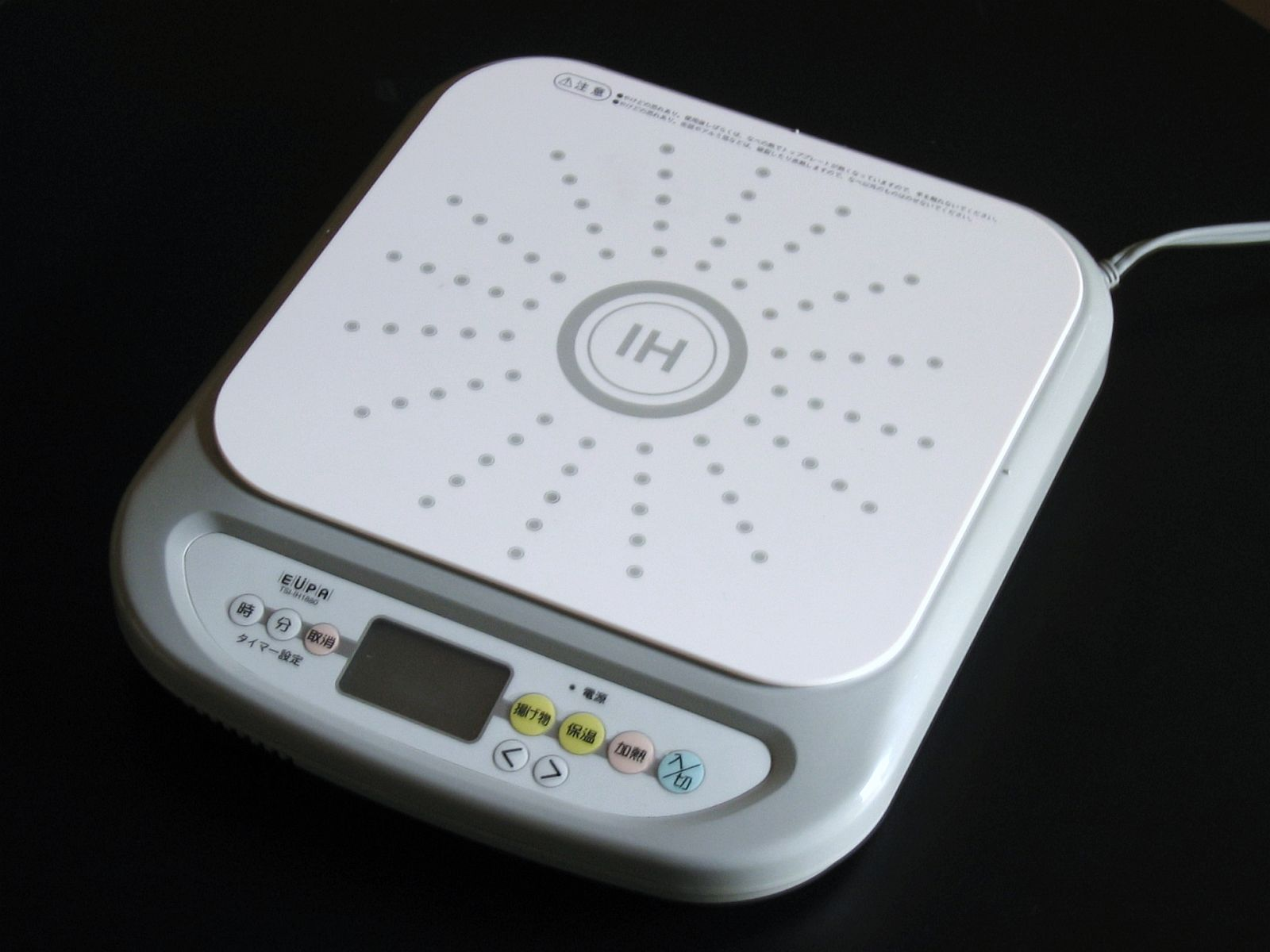
大型电磁炉
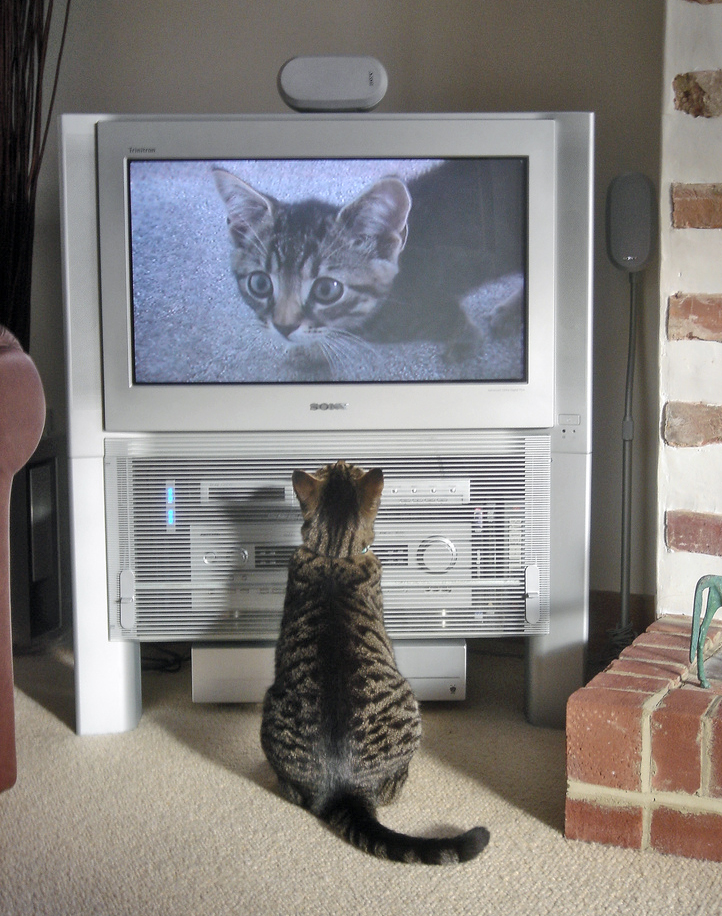
电视机
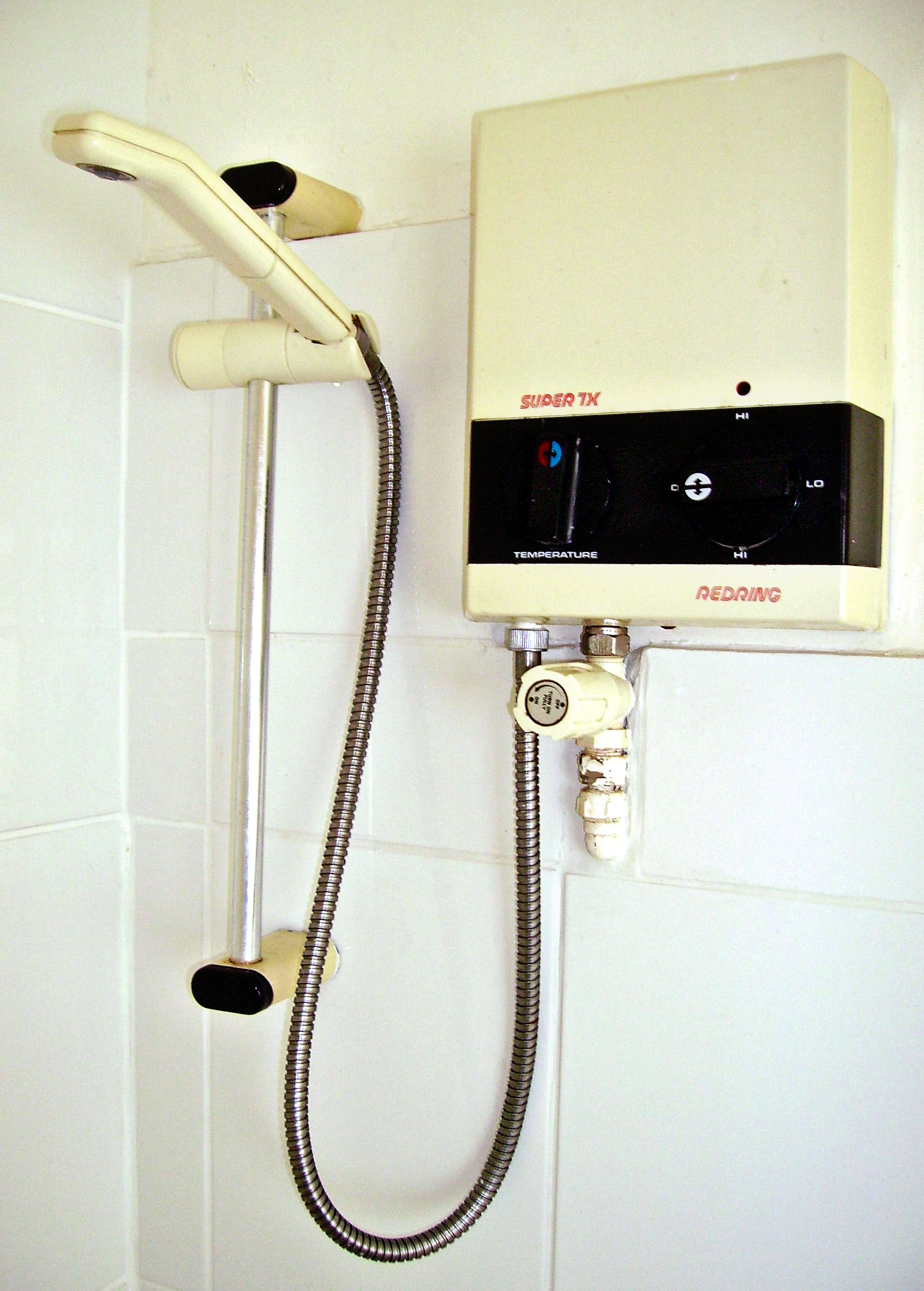
大型电热水器

### 小家電
小家電，指的是體積較小便於攜帶，或是用在桌面上以及其他平台上的家用電器，它們可以被人拿起是一個很好的判斷標準。與黑色家電（或白色家電）不同的是，它們能夠幫助改善室內的狀況，如濕度、溫度等。
小家電需要電力驅動，所以都會帶有一個插頭用來連接插座，有些甚至有電力儲存的裝置，另外也有一些手持式的家電是利用電池供應電能。某些家電會有馬達裝置，如攪拌器、食品加工机或果汁機。
不正確使用小家電可能會導致火災和財產損失，若清潔不淨也會滋生細菌，所以使用者必須詳細閱讀使用說明書，並且確定家電帶有地線可將多餘電力導入地底。因為有火災的風險，有些家電會使用磁力附著的電線插頭，若家電與插座的距離過遠，電線便可以輕易地鬆脫，以防萬一。
常見的小家電如下：
- 电动剃鬍刀、除毛器、电动牙刷、
- 吸塵器、电熨斗
- 电饭煲、电压力锅、氣炸鍋、小电炉、小電磁爐、電熱水壺、
- 攪拌器、食品調理机、果汁機、咖啡機、豆漿機、麵包機、食物處理机
- 除濕機、加濕機、空氣清淨機
- 縫紉機
- 電風扇、小空调、小冰箱、水冷扇、電暖器、小电热水器
- 檯燈

## 产业特性
家电产业有其特性，作为经济发展的产业发展过程，往往继成衣、農產加工业等经济发展入门产业之后，在汽车等成熟工业化產品之前，成为承前启后的产业发展阶段的主要产业，日本、亚洲四小龙、中国大陆等地区的家电产业发展突出体现了这个特点。

## 外部連結
1. ↑  . Lexico Dictionaries | English.   [2020-04-25]. （原始内容存档于2020-08-01） （英语）.